# Gnophos stotzneri
Gnophos stotzneri är en fjärilsart som beskrevs av Sterneck 1928. Gnophos stotzneri ingår i släktet Gnophos och familjen mätare. Inga underarter finns listade i Catalogue of Life.